# Dromore
Dromore (irlandés: Droim Mór) es un pueblo pequeño en el distrito de Banbridge, del condado de Down en Irlanda del Norte. Se encuentra a 27 km al sur de Belfast, en la carretera A1 (Dublín – Belfast) y está situado a las orillas del río Lagan. En 2001, tenía una población de 4.968 personas.
Curiosamente hay trece iglesias en el casco urbano de este pueblo pequeño – esto incluye nueve templos protestantes, dos iglesias presbiterianas, una catedral anglicana y una iglesia católica.

## Historia
Cerca del centro del pueblo se encuentran los restos de un castillo y una mota castral grande, conocida por el nombre the Priest’s Mount (o solamente, “the Mound”). La mota fue construida por John de Courcy durante el siglo XIII, después de la invasión Normanda.
El pueblo y la catedral fueron destruidos por completo durante la rebelión irlandesa de 1641. La catedral fue construida en 1661 por el Obispo Jeremy Taylor, que fue enterrado allí.
El Break of Dromore, una batalla entre los jacobitas y el ejército de Guillermo III, ocurrió cerca del pueblo.
Dromore tenía su propio estación ferrocarril desde 1863 hasta 1956, y enlazó el pueblo con Lisburn y Belfast.
Todavía existe un cepo enfrente del ayuntamiento que está en el centro del pueblo, en una plaza llamado Market Square.

## Demografía
Dromore tiene una población que está:
- 83,4% Protestante
- 13% Católica

- Datos: Q206337
- Multimedia: Dromore, County Down / Q206337